# 카이오와족

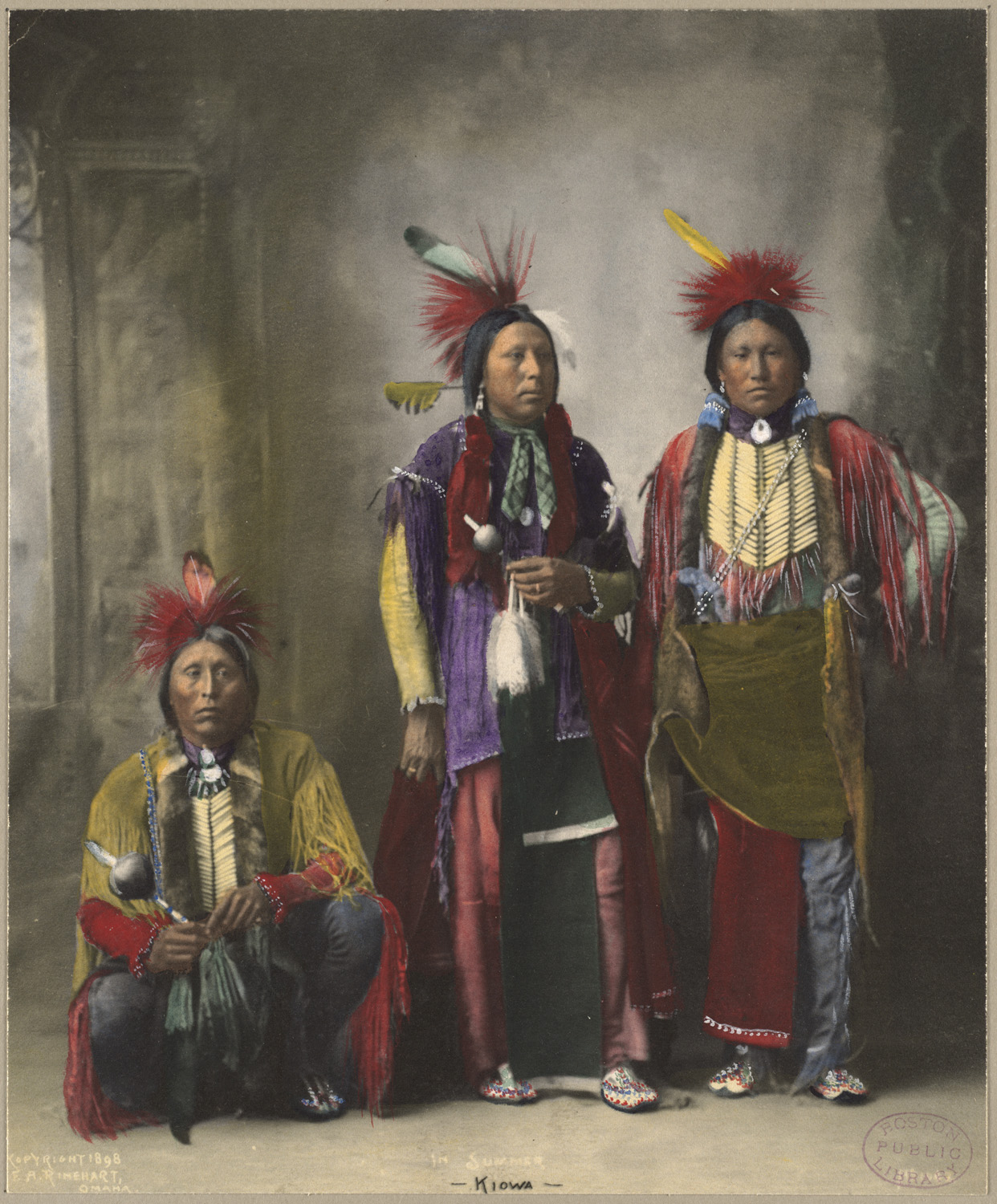

카이오와(/ˈkaɪ.əwə/, Kiowa)는 미국 원주민 부족의 하나이다. 카이오와는 그들의 말에서 ‘주요 민족’이라는 뜻이다. ‘분투 족’으로 표기하는 문헌도 있지만 오류에서 비롯된 것이다.

## 역사
블랙 힐스 지역을 영토로 했던 평원 인디언들은 18세기에 서진해 온 수족에 의해 남부 대평원으로 내몰렸다. 현재도 블랙 힐스의 베아뷰토는 카이오와 족에게ʃʆ 성산이다. 약탈 기마 민족으로서 코만치 족과 동맹하여 현재의 텍사스 전역에서 약탈을 했다. 코만치와 함께 멕시코를 넘어 중남미까지 남하 원정 기록이 남아 있다.
래러미 조약으로 백인 정부에 의해 텍사스의 영토에서 물러나 오클라호마 보호 구역으로 강제 이주하게 된다. 이에 대해 코만치와 협력하여 일대에서 저항전을 벌였고, 이주지를 전화로 몰아넣었다.
1874년 7월 20일 레드 강 전쟁에서 카이오와 족장 론 울프는 코만치 족의 족장 쿠아나와 손을 잡았다. 이 전투는 아라파호 족과 샤이엔 족의 지파도 결집했다.